# Zdeněk Hrubý (zvukař)
Zdeněk Hrubý (* 7. května 1939 Praha, Protektorát Čechy a Morava) je mistr zvuku a vysokoškolský pedagog FAMU , který se spolupodílel na vzniku českého televizního dabingu.

## Biografie
Vystudoval Střední průmyslovou školu sdělovací techniky (1954–1957) a České vysoké učení technické (1962–1968). Od roku 1957 do roku 2019 působil v Československé a později České televizi nejdříve jako televizní přenosový technik a od roku 1961 jako mistr zvuku. V šedesátých a sedmdesátých letech se v Československé televizi podílel na dabingu oceňovaných televizních seriálů (Sága rodu Forsytů, Já, Claudius...) a na zavádění nových dabingových technik (bezsmyčkový dabing...). Od roku 1992 do roku 2019 působil jako zvukař televizního dabingu v České televizi a v soukromých dabingových studiích. Spolupracoval s předními českými dabingovými režiséry zejména s Olgou Walló, Zdeňkem Coufalem, Blankou Novákovou, Miroslavem Kratochvílem a Zdeňkem Štěpánem. Od roku 1983 externě působil na FAMU a v letech 1995 až 2005 zde na katedře zvukové tvorby přednášel předmět Televizní dabing. V roce 2002 byl oceněn Cenou Františka Filipovského za celoživotní mimořádnou dabingovou tvorbu.

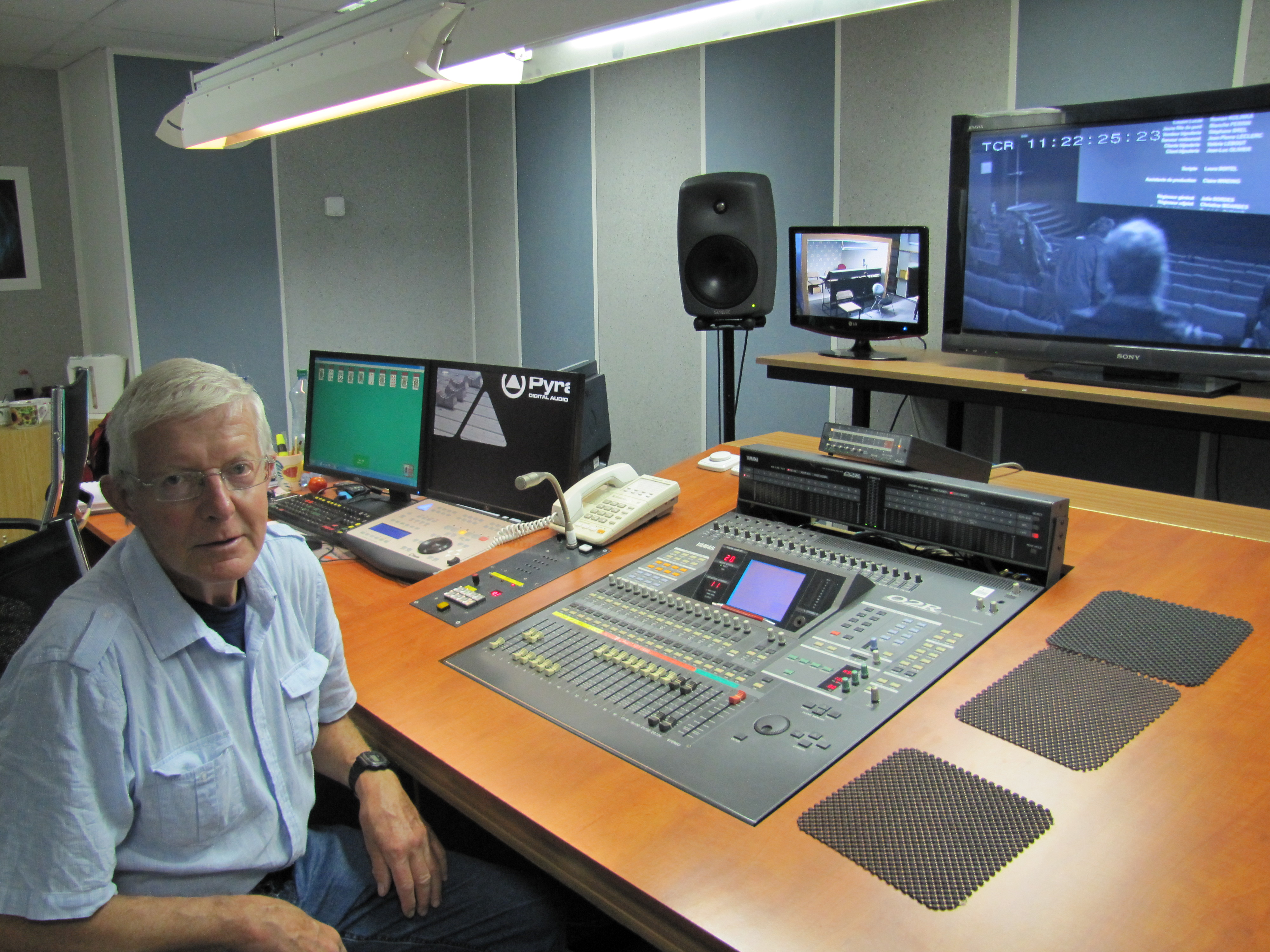
Zdeněk Hrubý v dabingovém studiu České televize, 2012

"...estetické působení zvukového dabingového díla ovlivňují zejména herci a režisér, úkolem zvukaře je tuto estetickou hodnotu podpořit vytvořením adekvátního zvukového obrazu a ne ji degradovat jeho nevěrohodností...při natáčení televizního dabingu často panuje tíseň a nervozita a pak je na zvukaři, aby jak říkají kolegové ze Supraphonu: "nepřipustil vznik nepřátelství mezi studiem a režií" 

## Filmografie
Během své více než půl století trvající kariéry mistra zvuku se podílel na českém dabingu několika set filmů a hraných i animovaných seriálů. Například:
- Kleopatra
- Půlnoční kovboj
- Ginger a Fred
- Spartakus
- Maverick
- Profesionálové
- Goro, bílý pes
- Červený trpaslík
- Včelka Mája
- Šmoulové
- Willy Fog
- Kojak
- a mnoho dalších